# Инвалидность в России
Инвалидность в России — термин, объединяющий различные нарушения, ограничения активности и возможного участия в жизни общества. В 2020 году общая численность людей с инвалидностью проживающих в России составляет 11 875 496 человек, из которых 687 718 — дети.

## Категории инвалидности
К основным видам стойких расстройств функций организма человека относятся:
- нарушения психических функций;
- нарушения языковых и речевых функций;
- нарушения сенсорных функций;
- нарушения нейромышечных, скелетных и связанных с движением (статодинамических) функций;
- нарушения функций сердечно-сосудистой системы, дыхательной системы, пищеварительной, эндокринной систем и метаболизма, системы крови и иммунной системы, мочевыделительной функции, функции кожи и связанных с ней систем;
- нарушения, обусловленные физическим внешним уродством[2].

## Критерии для установления групп инвалидности
V. Критерии для установления групп инвалидности
9. Критерии для установления групп инвалидности применяются после установления гражданину инвалидности в соответствии с критерием установления инвалидности, предусмотренным пунктом 8 настоящих классификаций и критериев.
10. Критерием для установления первой группы инвалидности является нарушение здоровья человека с IV степенью выраженности стойких нарушений функций организма человека (в диапазоне от 90 до 100 процентов), обусловленное заболеваниями, последствиями травм или дефектами.
11. Критерием для установления второй группы инвалидности является нарушение здоровья человека с III степенью выраженности стойких нарушений функций организма (в диапазоне от 70 до 80 процентов), обусловленное заболеваниями, последствиями травм или дефектами.
12. Критерием для установления третьей группы инвалидности является нарушение здоровья человека со II степенью выраженности стойких нарушений функций организма (в диапазоне от 40 до 60 процентов), обусловленное заболеваниями, последствиями травм или дефектами.
— Приказ Министерства труда и социальной защиты РФ от 17 декабря 2015 г. № 1024н “О классификациях и критериях, используемых при осуществлении медико-социальной экспертизы граждан федеральными государственными учреждениями медико-социальной экспертизы”

## Дети с инвалидностью
К категории дети с инвалидностью относятся дети до 18 лет, имеющие значительные ограничения жизнедеятельности, приводящие к социальной дезадаптации вследствие нарушений развития и роста ребёнка, способностей к самообслуживанию, передвижению, ориентации, контроля за своим поведением, обучения, общения, трудовой деятельности в будущем. Больницы различного уровня (республиканские, краевые, центральные, районные, в том числе детские); специализированные больницы и отделения (неврологические, психиатрические, туберкулёзные и др.); консультативно-диагностические центры после обследования и лечения могут рекомендовать установление ребёнку инвалидности.
Рекомендация фиксируется в «Истории развития ребёнка» (форма № 112/у) и в «Медицинской карте амбулаторного, стационарного больного». Эти рекомендации учитываются при установлении ребёнку инвалидности. Медицинская карта направляется в лечебное учреждение по месту постоянного проживания ребёнка. Врачи-специалисты врачебно-консультативной комиссии лечебного учреждения по месту постоянного проживания ребёнка оформляют медико-социальное заключение на ребёнка-инвалида.
Медико-социальное заключение оформляется при наличии у ребёнка нарушений в состоянии здоровья и возникающем в результате этого ограничении его жизнедеятельности.

#### Медико-социальное заключение на ребёнка с инвалидностью оформляется в 2-х экземплярах
- первый экземпляр Заключения остаётся в выдавшем его учреждении;
- второй экземпляр в трёхдневный срок направляется в районный (городской) отдел социальной защиты населения по месту постоянного проживания ребёнка. Родители или опекун ребёнка с инвалидностью уведомляются о направлении медико-социального заключения в органы социальной защиты населения с целью назначения ребёнку социальной пенсии по инвалидности.

#### В медико-социальном заключении на ребёнка с инвалидностью содержатся рекомендации для него
- необходимость пребывания ребёнка в специализированном детском учреждении;
- обучение на дому или в специальном учреждении;
- обеспечение необходимым оборудованием, вспомогательными средствами;
- необходимость санаторно-курортного лечения; профиль санатория, срок пребывания;
- комплекс основных реабилитационных мероприятий; и пр. При установлении МСЭК лицам старше 18 лет инвалидности с детства 1 или 2 группы они, как и дети-инвалиды в возрасте до 18 лет, приобретают право на получение социальной пенсии в размере минимальной пенсии по старости.

Гражданам, имеющим инвалидность в возрасте до 20 лет, пенсия назначается независимо от стажа работы.

#### Дети с инвалидностью имеют льготы
- 50%-ную скидку на проезд по железной дороге, на авиалиниях, в автобусах междугородного сообщения на период с 1 октября по 15 мая;
- дети с инвалидностью, их родители, опекуны, попечители и социальные работники пользуются правом бесплатного проезда на всех видах городского транспорта (кроме такси);
- детям с инвалидностью и сопровождающим их лицам предоставляется право бесплатного проезда к месту лечения (обследования) в автобусах пригородных и междугородних внутрирегиональных маршрутов;
- дети с инвалидностью и сопровождающие их лица имеют право бесплатного проезда к месту лечения и обратно;
- дети с инвалидностью, проживающие в стационарных учреждениях социального обслуживания, являющиеся сиротами или лишённые попечительства родителей, по достижении 18 лет обеспечиваются жильём вне очереди;
- семьям, имеющим детей с инвалидностью, предоставляется скидка на квартирную плату не ниже 50 % (в общественном жилом фонде).

Понятия «ребёнок-инвалид» и «инвалид с детства» различаются.
«Инвалид с детства» — это причина инвалидности, устанавливаемая одновременно с группой инвалидности. Указанная причина определяется гражданам старше 18 лет, в случаях, когда инвалидность вследствие заболевания, травмы или дефекта, возникшего в детстве, возникла до 18 лет. Эта причина инвалидности может быть определена и в том случае, если по клиническим данным или по последствиям травм и врождённым дефектам, подтверждённым данными лечебных учреждений, у инвалида в возрасте до 18 лет (до 1 января 2000 г. — в возрасте до 16 лет) имелись признаки стойких ограничений жизнедеятельности. Лицу в возрасте до 18 лет, признанному инвалидом, устанавливается категория «ребенок-инвалид».

#### В случае признания гражданина инвалидом в качестве причины инвалидности указываются
- общее заболевание,
- трудовое увечье, профессиональное заболевание,
- инвалидность с детства, инвалидность с детства вследствие ранения (контузии, увечья), связанная с боевыми действиями в период Великой Отечественной войны,
- военная травма, заболевание, полученное в период военной службы,
- инвалидность, связанная с катастрофой на Чернобыльской АЭС, последствиями радиационных воздействий и непосредственным участием в деятельности подразделений особого риска,
- иные причины, установленные законодательством Российской Федерации.

При отсутствии документов, подтверждающих факт профессионального заболевания, трудового увечья, военной травмы или других предусмотренных законодательством Российской Федерации обстоятельств, являющихся причиной инвалидности, в качестве причины инвалидности указывается общее заболевание. При представлении в бюро соответствующих документов причина инвалидности изменяется со дня представления этих документов без дополнительного освидетельствования инвалида.

## Военная инвалидность
Значительное количество людей получает инвалидность в ходе военных действий. Так, генерал-полковник Степан Кашурко привёл такие цифры инвалидности во время ВОВ: с разбитыми черепами 775 тысяч фронтовиков, одноглазых 155 тысяч, слепых 54 тысячи, одноруких 3 миллиона 147 тысяч и безруких 1 миллион 10 тысяч, одноногих 3 миллиона 255 тысяч и безногих 1 миллион 121 тысяча, безруких и безногих – 85 942, а также другие цифры по инвалидности. Таким образом, в ходе Великой отечественной войны только ампутации получили примерно 8,5 миллионов человек.
В 1949 году по приказу И. В. Сталина инвалиды были депортированы из Москвы, в связи с празднованием его 70-летнего юбилея. В дальнейшем СССР проводил ряд военных операций за пределами страны, включая интернациональную помощь Афганистану. Получившие там увечья ветеранами войны не признавались.
В ноябре 2024 года президент РФ Владимир Путин подписал указ об увеличении единовременных выплат до 4 млн рублей за ранения полученные с самого начала боевых действий на Украине и повлекшие инвалидность.

## Социальная поддержка
В России организована широкая законодательная и организационная поддержка людей-инвалидов. Человек, у которого диагностированы ограничения, может получить подтверждение статуса инвалида. Такой статус позволяет ему получать определённые социальные льготы: пособие, бесплатные лекарства, бесплатное техническое средство реабилитации (протезы, коляску или слуховой аппарат), скидки по оплате жилья, санаторные путёвки. До монетизации льгот инвалиды также получали бесплатный билет для проезда к месту отдыха, скидки на покупку автомобиля и др. Монетизация заменила часть льгот ежемесячными денежными дотациями.
Получение статуса инвалида предполагает одновременную разработку для человека индивидуальной программы реабилитации — основного документа, согласно которому он получает технические средства реабилитации, рекомендации по трудоустройству, направления на лечение.
11 июня 1999 г. Министерством Юстиции РФ за № 3714 по инициативе общественных организаций инвалидов России зарегистрирован Общероссийский Союз общественных организаций инвалидов «Союз инвалидов России». Союз инвалидов России организует благотворительную деятельность и проводит различные общественные и государственные мероприятия.
В августе 2019 года в ГКУ Центре занятости населения города Москвы был создан сервис «ТОП-100 резюме». Это база персонализированных портфолио людей с инвалидностью, которые обратились в Центр занятости в Москве и прошли тестирование по оценке профессиональных навыков и личностных компетенций. На базе Центра занятости в городе Москве два раза в месяц проходят встречи Клуба соискателей с инвалидностью «Хочу работать». Работа клуба направлена на оказание помощи в трудоустройстве гражданам с ограниченными физическими способностями. В клубе доступны консультации по правовым и профориентационным вопросам, организуются семинары на тему поиска работы, встречи с работодателями, сотрудничающими с Центром занятости города Москвы по вопросам трудоустройства граждан с инвалидностью, представителями учебных заведений города Москвы, обучающих инвалидов и т. д.
Есть примеры и частной поддержки. Во многих городах оказываются платные услуги, столичная сотовая сеть МегаФон создала специальный тариф «Контакт» для людей с ограничениями по слуху.
Защиту прав инвалидов, обучающую работу оказывают многие организации, созданные в стране, например:
- «Перспектива»[13] была создана в 1997 г. на базе Всемирного Института по проблемам инвалидности (ВИПИ). Цели этой организации — содействовать самостоятельности инвалидов в российском обществе и повышению качества их жизни.
- Сеть организаций инвалидов «Независимая жизнь» в городах: Нижний Новгород, Ухта, Самара, Тольятти, Тверь, Ростов-на-Дону, Улан-Удэ, Екатеринбург, Челябинск, Пермь, Владимир, Архангельск, с. Майма (Республика Алтай) и в странах СНГ: Грузия, Азербайджан, Армения, Узбекистан.

Тем не менее, неоднократно отмечался низкий уровень социальной поддержки инвалидов в России.

### Социальные проекты помощи инвалидамРусской Православной Церкви
В России свыше 400 православных организаций помогают детям и взрослым с инвалидностью. Координирует эту работу Синодальный отдел по церковной благотворительности и социальному служению.
Одно из ключевых направлений — создание альтернативы государственным интернатам в виде негосударственных проектов сопровождаемого проживания людей с инвалидностью.
В Пензенской области при поддержке Церкви реализуются проекты АНО «Квартал Луи»:
- реабилитационный центр «Дом на Березовском», где молодые инвалиды живут в отдельном доме вместе с волонтерами и специалистами, которые помогают им получить профессию и навыки, необходимые для самостоятельной жизни;
- активный пансион для молодых людей с тяжелой инвалидностью «Дом Вероники», где им предлагается работа в типографии, гончарной мастерской, инклюзивном кафе и хостеле;
- арт-поместье «Новые берега» — коттеджный посёлок, в котором смогут проживать и работать 120 людей с разной формой инвалидности и их сопровождающие. По состоянию на 2020 год это самый масштабный в России проект сопровождаемого проживания людей с инвалидностью.

Инициатором проектов является общественный деятель Мария Львова-Белова.
В Ленинградской области реализуются проекты:
- Дом сопровождаемого проживания в деревне Раздолье — совместный проект Церкви и благотворительного фонда «Перспективы» для молодых людей с тяжелыми формами инвалидности.
- Центр приемных семей «Умиление» в поселке Вырица — проект, предназначенный для проживания семей, принявших под опеку детей-инвалидов

В числе значимых церковных социальных проектов помощи людям с инвалидностью — «Дом слепоглухих» в деревне Пучково под Троицком, который реализуется при поддержке фонда «Соединение». Это благотворительный учебно-реабилитационный центр-комплекс, где инвалиды получают психологическую помощь, учатся азбуке Брайля, компьютерной грамотности, навыкам самообслуживания, ориентации в пространстве, ремеслам.
Ряд проектов, направленных на поддержку детей с тяжелыми формами инвалидности, реализует православная служба «Милосердие»:
- Дети. Pro — проект направлен на реабилитацию детей с тяжелыми множественными нарушениями развития и создание условий воспитания, максимально приближенных к семейным
- Свято-Софийский социальный дом — одно из первых в России негосударственных учреждений для детей-инвалидов с тяжелыми множественными нарушениями развития.
- Центр семейного устройства — совместный проект службы «Милосердие» и Марфо-Мариинской обители. На базе центра действует православная Школа приемных родителей.

### Создание доступной среды для маломобильных групп населения
Во многих городах России предпринимаются меры для создания более доступной среды для инвалидов. Например, в Москве созданы маршруты городского транспорта с подъёмными устройствами для колясок, в Екатеринбурге, Воронеже и мн. др. городах — социальное такси.
Количество предприятий по разработке и производству оборудования для МГН с каждым годом растет. В РФ отлажено производство пандусов и подъемников для колясочников, для незрячих производят различные тактильные указатели для ориентации в пространстве: таблички и пиктограммы, тактильная плитка, тактильные схемы помещений и территорий, доступность пространства для слабослышащих обеспечивается за счет установки индукционных петель и информационного табло.

### Требования нормативной документации, обязательные для выполнения при новом строительстве и реконструкции
До вступления в силу соответствующих технических регламентов в области строительства подлежат обязательному исполнению требования действующих нормативных документов в строительстве, принятых до 1 июля 2003 года, направленные на достижение целей технического регулирования и обеспечивающие доступность среды жизнедеятельности для инвалидов и других маломобильных групп населения (МГН).
В здании должен быть как минимум один вход, приспособленный для МГН, с поверхности земли и из каждого доступного для МГН подземного или надземного перехода, соединённого с этим зданием.

## Нормативно-правовые акты РФ об инвалидности
- Правила признания лица инвалидом Постановление Правительства РФ от 20 февраля 2006 г. № 95 «О порядке и условиях признания лица инвалидом» (с 1 января 2010 г. настоящие Правила действуют без учёта «степени ограничения способности к трудовой деятельности», согласно поправкам, утверждённым Постановлением Правительства РФ от 30 декабря 2009 г. № 1121 «О внесении изменений в Правила признания лица инвалидом»).
- Постановление Министерства труда и социального развития Российской Федерации от 15 апреля 2003 года № 17 "Об утверждении разъяснения «Об определении федеральными государственными учреждениями службы медико-социальной экспертизы причин инвалидности» (в ред. приказа Минздравсоцразвития РФ от 29.04.2005 года № 317).
- Приказ Минздравсоцразвития РФ от 29.04.2005 № 317 "О внесении изменений и дополнений в постановление министерства труда и социального развития российской федерации от 15 апреля 2003 г. № 17 «Об утверждении разъяснения об определении учреждениями государственной службы медико-социальной экспертизы причин инвалидности» (Зарегистрировано в Минюсте РФ 25.05.2005 № 6630).
- Разъяснение Минтруда РФ от 15 апреля 2003 г. № 1 «Об определении федеральными государственными учреждениями медико-социальной экспертизы причин инвалидности» (утв. постановлением Минтруда РФ от 15 апреля 2003 г. № 17) (с изменениями от 29 апреля 2005 г.)
- Министерство здравоохранения и социального развития Российской Федерации. Приказ № 906н от 17 ноября 2009 г. «Об утверждении порядка организации и деятельности федеральных государственных учреждений медико-социальной экспертизы». Приложение к приказу № 906н.
- Федеральный Закон «О внесении изменений в Федеральный закон „О государственной социальной помощи“» от 8 декабря 2010 г. № 345-ФЗ.
- Федеральный закон от 01.12.2014 N 419-ФЗ (ред. от 29.12.2015) «О внесении изменений в отдельные законодательные акты Российской Федерации по вопросам социальной защиты инвалидов в связи с ратификацией Конвенции о правах инвалидов»
- Закон города Москвы «О квотировании рабочих мест» от 22.12.2004 г. № 90 (в ред. от 08.04.2009 г.)
- Постановление Правительства РФ от 29 марта 2019 г. № 363 "Об утверждении государственной программы Российской Федерации «Доступная среда»